# 大道温貴
大道 温貴（おおみち はるき、1999年1月20日 - ）は、埼玉県川口市出身のプロ野球選手（投手）。右投右打。広島東洋カープ所属。

## 経歴

### プロ入り前
小学校2年生の時に父の仕事の関係で暮らしていたシンガポールで野球を始め、6年生の時に帰国。川口市立八幡木中学校では軟式野球部に所属し捕手から投手に転向した。
春日部共栄高等学校では、2年春よりベンチ入りし秋からエース。3年夏は県ベスト4に終わり、甲子園出場経験はなかった。
進学した八戸学院大学では、1年春よりベンチ入りを果たし、4年秋季リーグの対富士大学戦では18奪三振を記録し、最終的には奪三振率13.0を記録した。北東北大学野球連盟での通算成績は22勝7敗、防御率1.75。
2020年10月26日に行われたプロ野球ドラフト会議において、広島東洋カープから3巡目で指名を受け、12月3日に契約金5000万円、年俸1000万円（金額は推定）で仮契約した。背番号は12。

### 広島時代
2021年のオープン戦で好投を見せ、同期ドラフト1位の栗林良吏、2位の森浦大輔とともに開幕一軍入りを果たす。3月31日の対阪神タイガース戦（MAZDA Zoom-Zoom スタジアム広島）で一軍初登板にして初ホールドを挙げ、以降も勝ちパターンの継投の一角を担う。開幕から5試合連続無失点となった4月10日の対読売ジャイアンツ戦（MAZDA Zoom-Zoom スタジアム広島）後には、初めてヒーローインタビューを受けた。6月11日のオリックス・バファローズ戦（京セラドーム大阪）でプロ初先発すると、5回をノーヒットに抑えたもののチームは山本由伸に7回をパーフェクトに抑え込まれ敗れた。その後、8月21日のヤクルト戦での登板を最後にシーズンを終えた。7度の先発を含む24試合に登板し4勝4敗、防御率4.75を記録した。オフに、500万円増となる推定年俸1500万円で契約を更改した。
2022年は8月14日の読売ジャイアンツ戦に同年初登板で先発するも、4回を2失点。次の8月21日の横浜DeNAベイスターズ戦では3イニング連続で本塁打を打たれるなど4回3失点で敗戦投手となった。最終的に3試合の先発登板に終わった。11月16日、200万円減となる推定年俸1300万円で契約を更改した。
2023年は開幕は二軍スタートだったが、中継ぎとして48試合に登板し、防御率2.72、3勝1敗10ホールドの成績を残し、1700万円増の推定年俸3000万円で契約を更改した。
2024年は開幕一軍スタート。開幕2戦目、3月30日の対横浜DeNAベイスターズ戦に4番手で登板するも、度会隆輝に2点本塁打を打たれるなど、2回を投げて2失点。4月6日に登録を抹消された。その後は二軍調整が続き、二軍で15試合連続無失点を記録すると、9月7日に一軍再昇格。9月14日に再び登録を抹消された。

## 選手としての特徴・人物
ストレートの最速は151km/h、スライダーを最大の武器としている。その他変化球はチェンジアップ、カットボール、カーブを投じる。
甘いマスクの持ち主で、大学時代は「快速王子」と呼ばれた。
目標とする投手は大学の先輩・青山浩二で、彼のような「息が長く、ファンに愛される選手」を目指している。
2023年12月19日に球団から結婚が発表された。

## 詳細情報

### 年度別投手成績
| 年 度     | 球 団     | 登 板 | 先 発 | 完 投 | 完 封 | 無 四 球 | 勝 利 | 敗 戦 | セ 丨 ブ | ホ 丨 ル ド | 勝 率 | 打 者 | 投 球 回 | 被 安 打 | 被 本 塁 打 | 与 四 球 | 敬 遠 | 与 死 球 | 奪 三 振 | 暴 投 | ボ 丨 ク | 失 点 | 自 責 点 | 防 御 率 | W H I P |
| --------- | --------- | ----- | ----- | ----- | ----- | -------- | ----- | ----- | -------- | ----------- | ----- | ----- | -------- | -------- | ----------- | -------- | ----- | -------- | -------- | ----- | -------- | ----- | -------- | -------- | ------- |
| 2021      | 広島      | 24    | 7     | 0     | 0     | 0        | 4     | 4     | 0        | 3           | .500  | 230   | 53.0     | 50       | 4           | 25       | 0     | 2        | 35       | 1     | 0        | 30    | 28       | 4.75     | 1.42    |
| 2022      | 広島      | 3     | 3     | 0     | 0     | 0        | 0     | 1     | 0        | 0           | .000  | 53    | 12.0     | 16       | 5           | 3        | 0     | 1        | 8        | 1     | 0        | 9     | 9        | 6.75     | 1.58    |
| 2023      | 広島      | 48    | 0     | 0     | 0     | 0        | 3     | 1     | 0        | 10          | .750  | 213   | 49.2     | 44       | 2           | 23       | 3     | 3        | 49       | 0     | 0        | 15    | 15       | 2.72     | 1.35    |
| 2024      | 広島      | 4     | 0     | 0     | 0     | 0        | 0     | 0     | 0        | 0           | ----  | 22    | 4.1      | 9        | 3           | 0        | 0     | 0        | 2        | 0     | 0        | 5     | 5        | 10.38    | 2.08    |
| 通算：4年 | 通算：4年 | 79    | 10    | 0     | 0     | 0        | 7     | 6     | 0        | 13          | .538  | 518   | 119.0    | 119      | 14          | 51       | 3     | 6        | 94       | 2     | 0        | 59    | 57       | 4.31     | 1.43    |

- 2024年度シーズン終了時

### 年度別守備成績
| 年 度 | 球 団 | 投手  | 投手  | 投手  | 投手  | 投手  | 投手     |
| 年 度 | 球 団 | 試 合 | 刺 殺 | 補 殺 | 失 策 | 併 殺 | 守 備 率 |
| ----- | ----- | ----- | ----- | ----- | ----- | ----- | -------- |
| 2021  | 広島  | 24    | 1     | 7     | 0     | 0     | 1.000    |
| 2022  | 広島  | 3     | 2     | 0     | 0     | 0     | 1.000    |
| 2023  | 広島  | 48    | 0     | 7     | 0     | 1     | 1.000    |
| 2024  | 広島  | 4     | 1     | 0     | 0     | 0     | 1.000    |
| 通算  | 通算  | 79    | 4     | 14    | 0     | 1     | 1.000    |

- 2024年度シーズン終了時

### 記録
初記録
投手記録
- 初登板・初ホールド：2021年3月31日、対阪神タイガース2回戦（MAZDA Zoom-Zoom スタジアム広島）、8回表に3番手で救援登板、1回無失点[13]
- 初奪三振：同上、8回表に近本光司から見逃し三振[32]
- 初勝利：2021年4月16日、対中日ドラゴンズ4回戦（バンテリンドーム ナゴヤ）、6回裏に5番手で救援登板、2回無失点[33]
- 初先発登板：2021年6月11日、対オリックス・バファローズ1回戦（京セラドーム大阪）、5回被安打0無失点[16]
- 初先発勝利：2021年6月26日、対中日ドラゴンズ10回戦（MAZDA Zoom-Zoom スタジアム広島）、5回2/3を5失点[34]

打撃記録
- 初打席：2021年6月20日、対横浜DeNAベイスターズ11回戦（東京ドーム）、2回表に坂本裕哉から空振り三振[要出典]
- 初安打・初打点：2021年6月26日、対中日ドラゴンズ10回戦（MAZDA Zoom-Zoom スタジアム広島）、2回裏に小笠原慎之介から右中間適時二塁打[35]

### 背番号
- 12（2021年 - ）